# Dendropsophus rhodopeplus
Dendropsophus rhodopeplus é uma espécie de anfíbio da família Hylidae.
Pode ser encontrada nos seguintes países: Bolívia, Brasil, Colômbia, Equador e Peru.
Os seus habitats naturais são: florestas subtropicais ou tropicais húmidas de baixa altitude, regiões subtropicais ou tropicais húmidas de alta altitude, pântanos e marismas de água doce.